# Märgmalar
Märgmalar, Parametriotidae är en familj av fjärilar. Enligt Catalogue of Life är det vetenskapliga namnet istället Agonoxenidae. Märgmalar ingår i överfamiljen Gelechioidea, ordningen fjärilar, klassen egentliga insekter, fylumet leddjur och riket djur. Enligt Catalogue of Life omfattar familjen Agonoxenidae 119 arter. 

## Bildgalleri

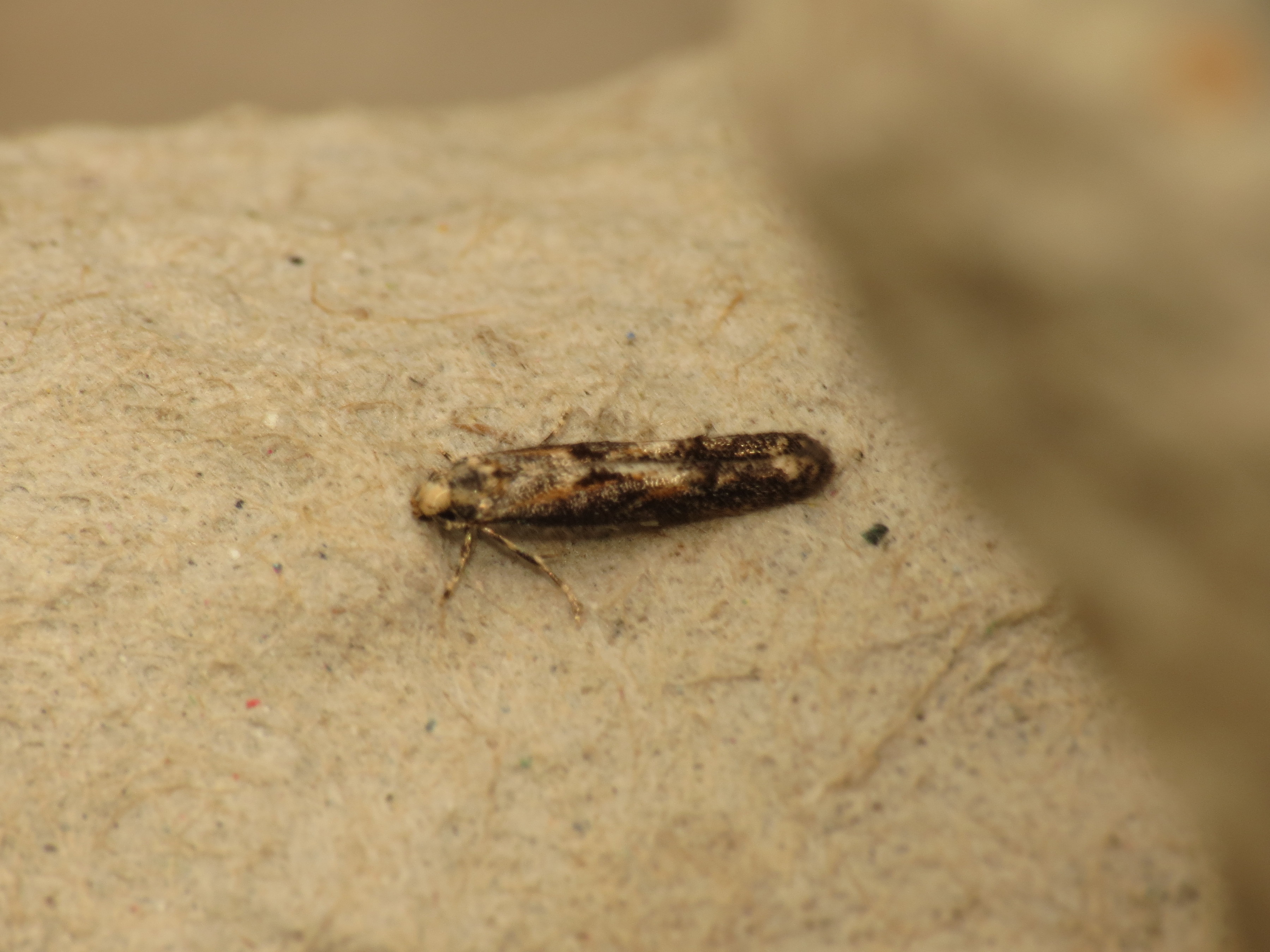
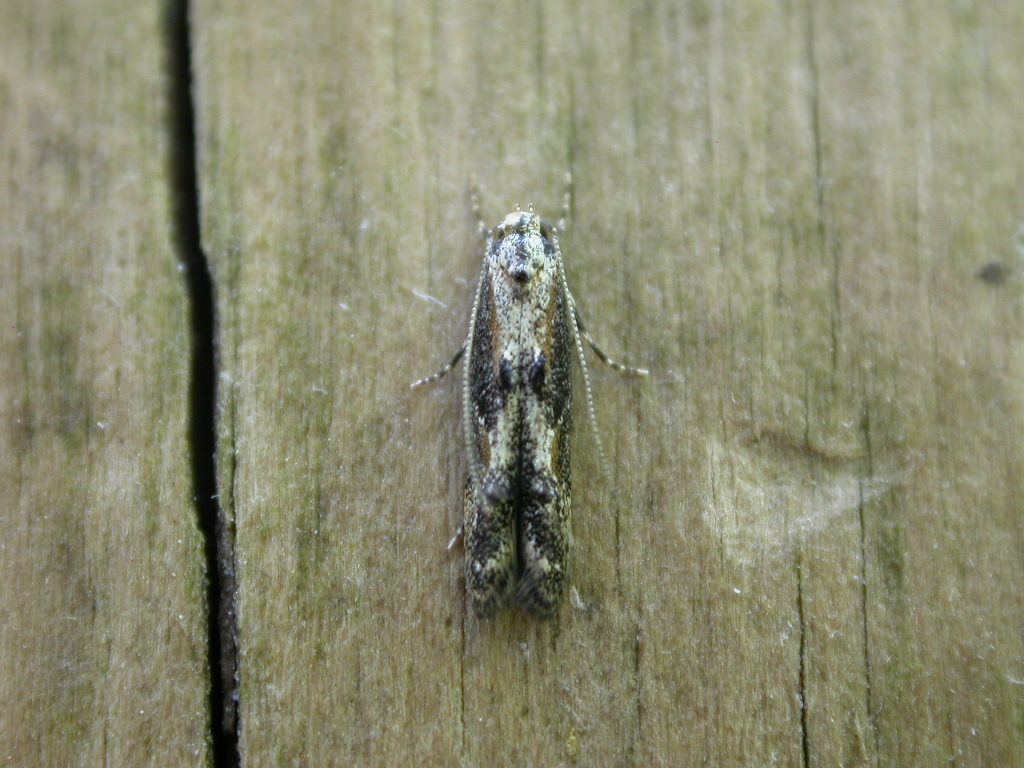
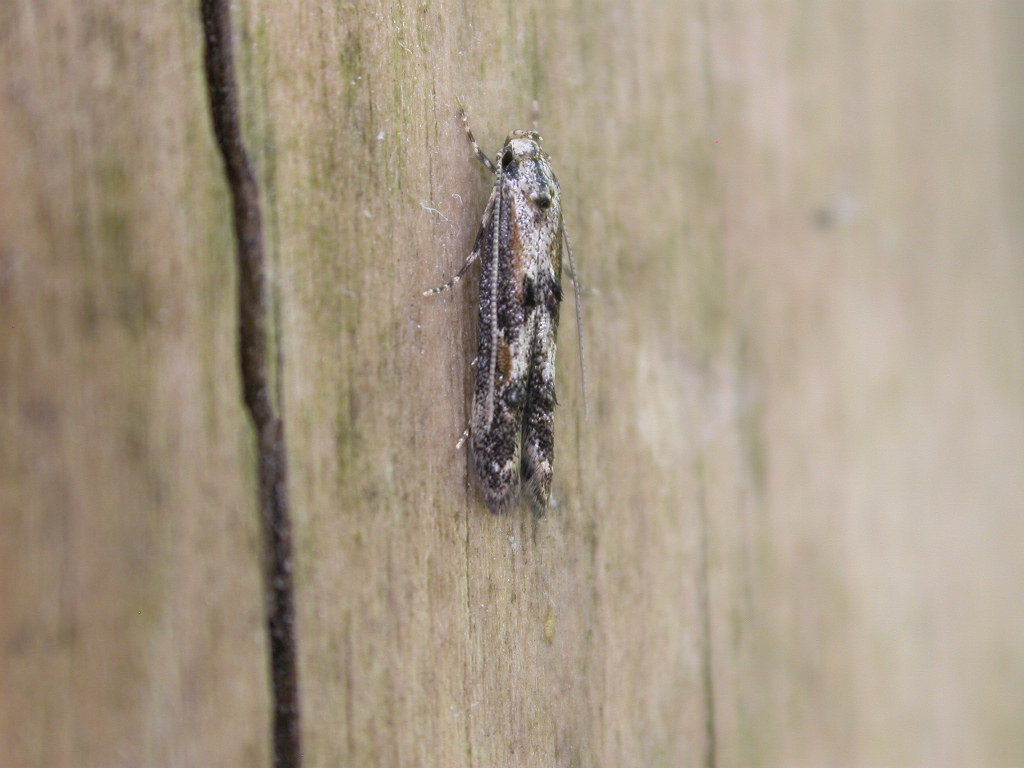
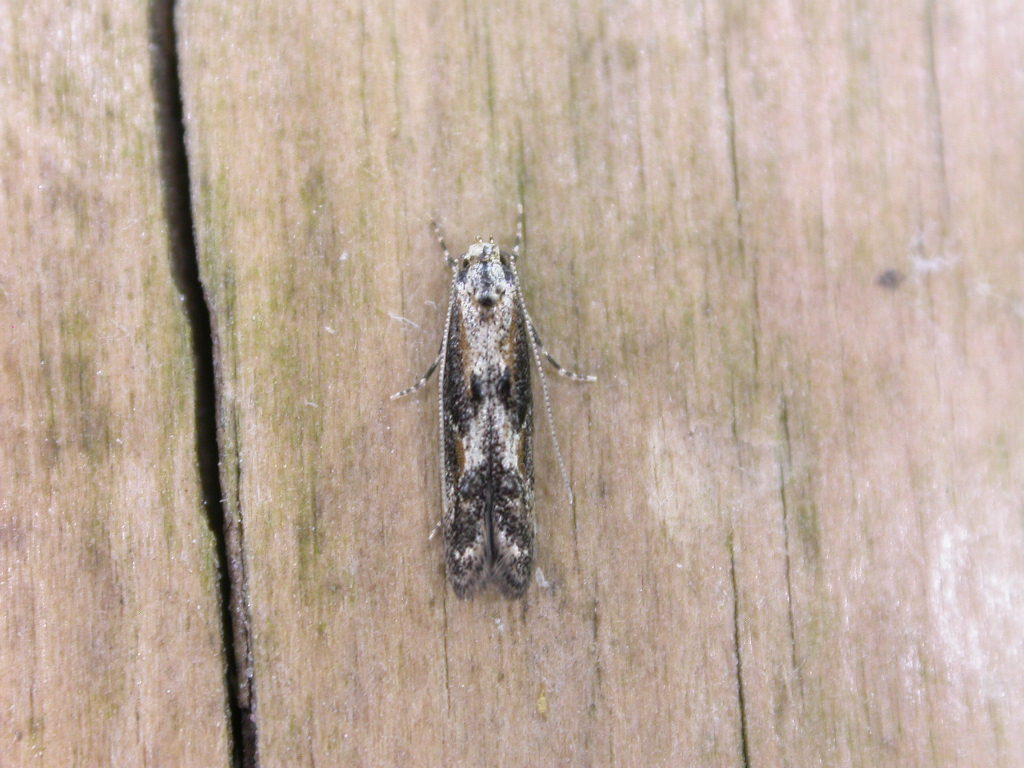
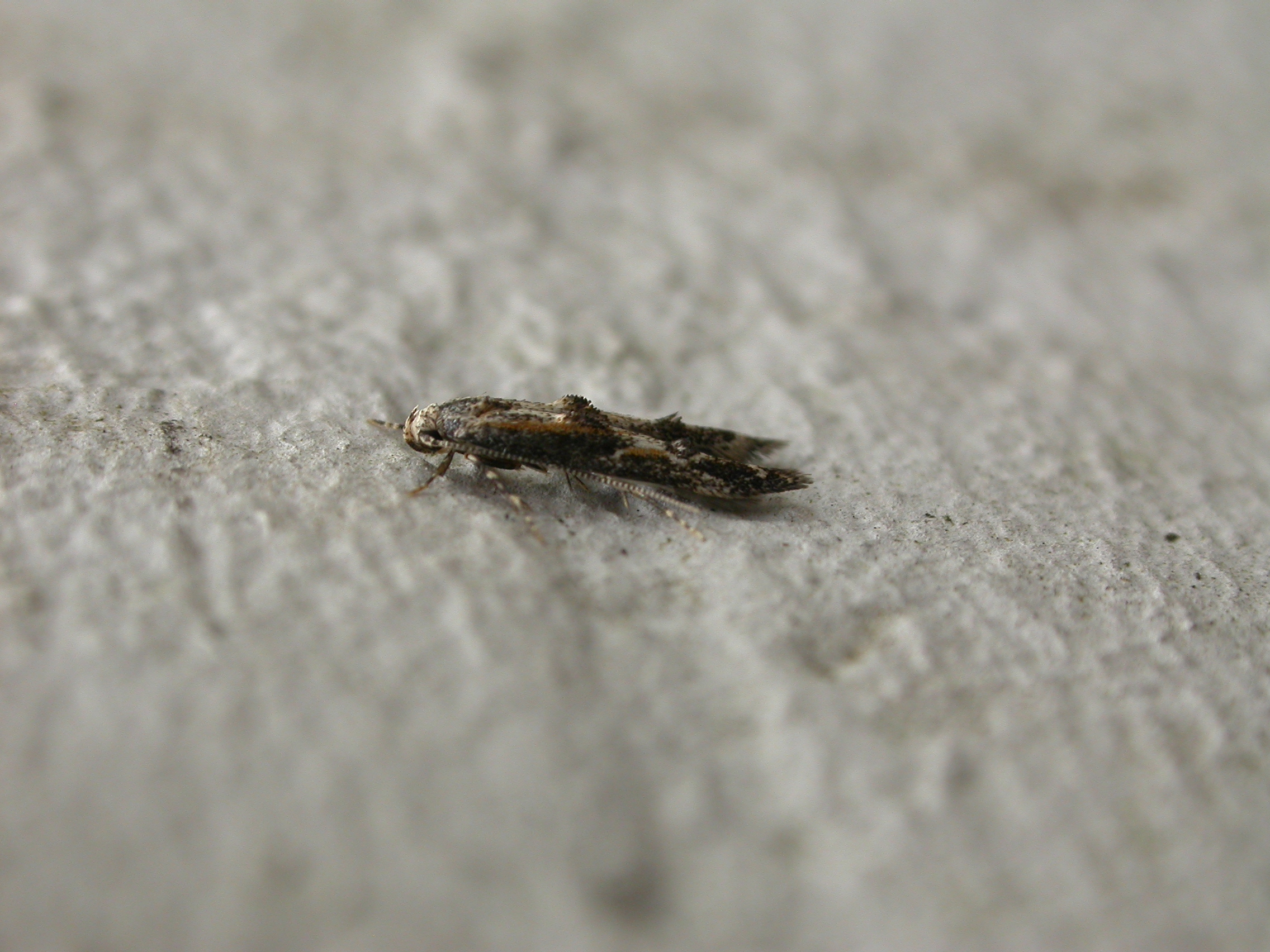
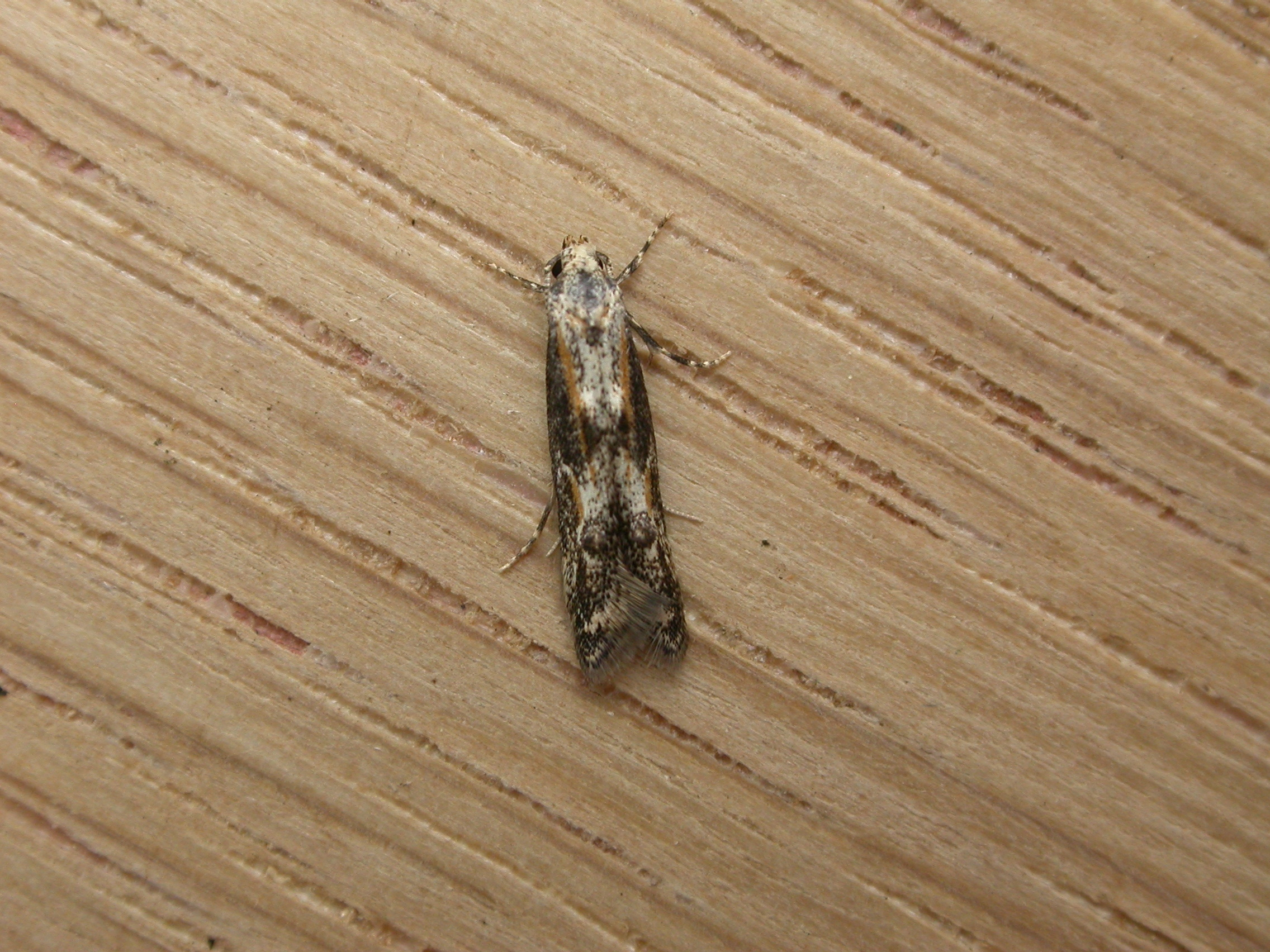

## Dottertaxa till Parametriotidae, i alfabetisk ordning[1][2]
| Aetia          |                            |  |                                    |  |  |
|                | Aetia bipunctella          |  |                                    |  |  |
| Agonoxena      |                            |  |                                    |  |  |
|                | Agonoxena argaula          |  |                                    |  |  |
|                | Agonoxena miniana          |  |                                    |  |  |
|                | Agonoxena phoenicia        |  |                                    |  |  |
|                | Agonoxena pyrogramma       |  |                                    |  |  |
| Blastodacna    |                            |  |                                    |  |  |
|                | Blastodacna atra           |  | Apelmärgmal                        |  |  |
|                | Blastodacna bicristatella  |  |                                    |  |  |
|                | Blastodacna cinnamomina    |  |                                    |  |  |
|                | Blastodacna erebopis       |  |                                    |  |  |
|                | Blastodacna hellerella     |  | Hagtornsmärgmal                    |  |  |
|                | Blastodacna libanotica     |  |                                    |  |  |
|                | Blastodacna pyrigalla      |  |                                    |  |  |
|                | Blastodacna vinolentella   |  |                                    |  |  |
| Chrysoclista   |                            |  |                                    |  |  |
|                | Chrysoclista basiflavella  |  |                                    |  |  |
|                | Chrysoclista bicolorella   |  |                                    |  |  |
|                | Chrysoclista cambiella     |  |                                    |  |  |
|                | Chrysoclista flavicaput    |  | (synonym till Spuleria flavicaput) |  |  |
|                | Chrysoclista hexachrysa    |  |                                    |  |  |
|                | Chrysoclista hygrophilella |  |                                    |  |  |
|                | Chrysoclista lathamella    |  | Sälgbrokmal                        |  |  |
|                | Chrysoclista linneela      |  | Lindbrokmal                        |  |  |
|                | Chrysoclista monotyla      |  |                                    |  |  |
|                | Chrysoclista razowskii     |  |                                    |  |  |
|                | Chrysoclista splendida     |  | Pilbrokmal                         |  |  |
|                | Chrysoclista thrypsiphila  |  |                                    |  |  |
|                | Chrysoclista trilychna     |  |                                    |  |  |
|                | Chrysoclista villella      |  |                                    |  |  |
| Cladobrostis   |                            |  |                                    |  |  |
|                | Cladobrostis melitricha    |  |                                    |  |  |
| Diacholotis    |                            |  |                                    |  |  |
|                | Diacholotis iopyrrha       |  |                                    |  |  |
| Dystebenna     |                            |  |                                    |  |  |
|                | Dystebenna stephensi       |  | Ekbrokmal                          |  |  |
| Glaucacna      |                            |  |                                    |  |  |
|                | Glaucacna iridea           |  |                                    |  |  |
| Helcanthica    |                            |  |                                    |  |  |
|                | Helcanthica spermotoca     |  |                                    |  |  |
| Heinemannia    |                            |  |                                    |  |  |
|                | Heinemannia festivella     |  | Vitgul lövängsbrokmal              |  |  |
|                | Heinemannia laspeyrella    |  | Klargul lövängsbrokmal             |  |  |
| Microcolona    |                            |  |                                    |  |  |
|                | Microcolona arizela        |  |                                    |  |  |
|                | Microcolona autotypa       |  |                                    |  |  |
|                | Microcolona celaenospila   |  |                                    |  |  |
|                | Microcolona characta       |  |                                    |  |  |
|                | Microcolona citroplecta    |  |                                    |  |  |
|                | Microcolona cricota        |  |                                    |  |  |
|                | Microcolona crypsicasis    |  |                                    |  |  |
|                | Microcolona dorochares     |  |                                    |  |  |
|                | Microcolona embolopis      |  |                                    |  |  |
|                | Microcolona emporica       |  |                                    |  |  |
|                | Microcolona epixutha       |  |                                    |  |  |
|                | Microcolona eriptila       |  |                                    |  |  |
|                | Microcolona leptopis       |  |                                    |  |  |
|                | Microcolona leucochtha     |  |                                    |  |  |
|                | Microcolona leucosticta    |  |                                    |  |  |
|                | Microcolona limodes        |  |                                    |  |  |
|                | Microcolona nodata         |  |                                    |  |  |
|                | Microcolona omphalias      |  |                                    |  |  |
|                | Microcolona pantominia     |  |                                    |  |  |
|                | Microcolona phalarota      |  |                                    |  |  |
|                | Microcolona polygethes     |  |                                    |  |  |
|                | Microcolona ponophora      |  |                                    |  |  |
|                | Microcolona porota         |  |                                    |  |  |
|                | Microcolona pycnitis       |  |                                    |  |  |
|                | Microcolona sollenis       |  |                                    |  |  |
|                | Microcolona spaniospila    |  |                                    |  |  |
|                | Microcolona technographa   |  |                                    |  |  |
|                | Microcolona thymopis       |  |                                    |  |  |
|                | Microcolona transennata    |  |                                    |  |  |
|                | Microcolona trigonospila   |  |                                    |  |  |
|                | Microcolona tumulifera     |  |                                    |  |  |
| Nanodacna      |                            |  |                                    |  |  |
|                | Nanodacna ancora           |  |                                    |  |  |
|                | Nanodacna indiscriminata   |  |                                    |  |  |
|                | Nanodacna logistica        |  |                                    |  |  |
|                | Nanodacna vinacea          |  |                                    |  |  |
| Nicanthes      |                            |  |                                    |  |  |
|                | Nicanthes rhodoclea        |  |                                    |  |  |
| Palaeomystella |                            |  |                                    |  |  |
|                | Palaeomystella chalcopeda  |  |                                    |  |  |
| Pammeces       |                            |  |                                    |  |  |
|                | Pammeces albivittella      |  |                                    |  |  |
|                | Pammeces citraula          |  |                                    |  |  |
|                | Pammeces crocoxysta        |  |                                    |  |  |
|                | Pammeces lithochroma       |  |                                    |  |  |
|                | Pammeces pallida           |  |                                    |  |  |
|                | Pammeces phlogophora       |  |                                    |  |  |
|                | Pammeces problema          |  |                                    |  |  |
| Panclintis     |                            |  |                                    |  |  |
|                | Panclintis socia           |  |                                    |  |  |
| Parametriotes  |                            |  |                                    |  |  |
|                | Parametriotes theae        |  |                                    |  |  |
| Platybathra    |                            |  |                                    |  |  |
|                | Platybathra ganota         |  |                                    |  |  |
|                | Platybathra hysterota      |  |                                    |  |  |
|                | Platybathra picropa        |  |                                    |  |  |
| Prochola       |                            |  |                                    |  |  |
|                | Prochola aedilis           |  |                                    |  |  |
|                | Prochola agypsota          |  |                                    |  |  |
|                | Prochola basichlora        |  |                                    |  |  |
|                | Prochola catacentra        |  |                                    |  |  |
|                | Prochola catholica         |  |                                    |  |  |
|                | Prochola chalcothorax      |  |                                    |  |  |
|                | Prochola chloropis         |  |                                    |  |  |
|                | Prochola euclina           |  |                                    |  |  |
|                | Prochola fuscula           |  |                                    |  |  |
|                | Prochola holomorpha        |  |                                    |  |  |
|                | Prochola obstructa         |  |                                    |  |  |
|                | Prochola ochromicta        |  |                                    |  |  |
|                | Prochola oppidana          |  |                                    |  |  |
|                | Prochola orphnopa          |  |                                    |  |  |
|                | Prochola orthobasis        |  |                                    |  |  |
|                | Prochola pervallata        |  |                                    |  |  |
|                | Prochola prasophanes       |  |                                    |  |  |
|                | Prochola revecta           |  |                                    |  |  |
|                | Prochola sancticola        |  |                                    |  |  |
|                | Prochola semialbata        |  |                                    |  |  |
|                | Prochola sollers           |  |                                    |  |  |
|                | Prochola subtincta         |  |                                    |  |  |
| Spuleria       |                            |  |                                    |  |  |
|                | Spuleria flavicaput        |  | Gulhövdad hagtornsbrokmal          |  |  |
| Syntetrernis   |                            |  |                                    |  |  |
|                | Syntetrernis neocompsa     |  |                                    |  |  |
|                | Syntetrernis xiphodes      |  |                                    |  |  |
| Tetanocentria  |                            |  |                                    |  |  |
|                | Tetanocentria buvati       |  |                                    |  |  |
|                | Tetanocentria gelechiella  |  |                                    |  |  |
|                | Tetanocentria kuznetzovi   |  |                                    |  |  |
|                | Tetanocentria monomorpha   |  |                                    |  |  |
|                | Tetanocentria ochrella     |  |                                    |  |  |
|                | Tetanocentria orientella   |  |                                    |  |  |
| Zaratha        |                            |  |                                    |  |  |
|                | Zaratha crotolitha         |  |                                    |  |  |
|                | Zaratha dicellias          |  |                                    |  |  |
|                | Zaratha macrocera          |  |                                    |  |  |
|                | Zaratha mesonyctia         |  |                                    |  |  |
|                | Zaratha muricicoma         |  |                                    |  |  |
|                | Zaratha prosarista         |  |                                    |  |  |
|                | Zaratha pterodactylella    |  |                                    |  |  |
|                | Zaratha trisecta           |  |                                    |  |  |